# Ammerschwihr
Ammerschwihr település Franciaországban, Haut-Rhin megyében. Lakosainak száma 1594 fő (2022. január 1.). Ammerschwihr Ingersheim, Katzenthal, Niedermorschwihr, Turckheim, Labaroche, Colmar és Kaysersberg-Vignoble községekkel határos.

## Népesség
A település népességének változása:
| Lakosok száma | 1776 | 1791 | 1846 | 1779 | 1768 | 1761 | 1705 | 1650 | 1594 |
|               | 2013 | 2015 | 2016 | 2017 | 2018 | 2019 | 2020 | 2021 | 2022 |